# Línguas algonquinas
O algonquino ou algonquiano é uma subfamília das línguas ameríndias dos Estados Unidos, que inclui a maior parte dos idiomas da família álgica (as duas línguas álgicas que não são algonquinas são o wiyot e o yurok, do noroeste da Califórnia). O nome da família algonquina não deve ser confundido com o da língua algonquina, um dialeto da língua ojibwa-potawatomi-ottawa, que por sua vez pertence à família das línguas algonquinas.
O termo "algonquino" deriva da palavra elakómkwik (pron. ɛlæˈɡomoɡwik), em maliseet, que significa "eles são nossos parentes/aliados". Muitas línguas algonquinas estão extremamente ameaçadas de extinção hoje em dia, enquanto outras já desapareceram completamente.
Os falantes das línguas algonquinas se estendem da costa leste da América do Norte até as Montanhas Rochosas. A protolíngua da qual todos os idiomas da família descendem, o proto-algonquino, era falado há pelo menos 3000 anos, embora ainda não haja consenso entre os estudiosos sobre o local onde este idioma era falado.